# شلوواتر (تگزاس)
شلوواتر، تگزاس(به انگلیسی: Shallowater, Texas) شهری در ایالت تگزاس از ایالات جنوبی ایالات متحده آمریکا است. در سرشماری سال ۲۰۰۰، جمعیت این شهر ۲۰۸۶ نفر اعلام شد.

## جستارهای ویژه
- فهرست شهرهای تگزاس